# Еди Рама
Еди Рама (алб. Edi Rama; Тирана, 4. јул 1964) албански је политичар, сликар, књижевник, бивши универзитетски професор, публициста и бивши кошаркаш. Од 2013. обавља функцију председника Владе Албаније, а од 2005. председник је Социјалистичке партије Албаније. Године 2000. изабран је за градоначелника Тиране, након чега је поново био изабран 2003. и 2007.
Коалиција странака левог центра на челу са Рамом победила је коалицију десног центра коју предводи Сали Бериша из Демократске партије Албаније на парламентарним изборима 2013. Рама је именован за председника Владе у другом мандату након парламентарних избора 2017. Потом је освојио трећи мандат након парламентарних избора 2021. на којима је други пут заредом победио кандидата Демократске партије Љуљзима Башу. Једини је председник Владе Албаније који је освојио три мандата заредом. Његова странка је победила на свих шест избора од 2013. године — три парламентарна и три локална. Био је један од иницијатора Отвореног Балкана, економске зоне држава западног Балкана чији је циљ да гарантује „четири слободе”.

## Биографија
Рођен је под именом Едвин Рама 4. јула 1964. у Тирани, у тадашњој Народној Републици Албанији. Отац Кристаћ Рама (1932—1998) био је познати вајар из Драча који је створио бројне статуе током комунистичког периода у Албанији. Његов прадеда, такође Кристаћ Рама, био је интелектуалац који се залагао за албанску независност и школе, а пореклом је из Берата пре него што се касније преселио у Драч. Остали преци са његове очеве стране потичу из југоисточног села Дарде, близу Корче. Мајка Анета Рама (девојачко Колека) (1938—2020) била је медицинска радница из југозападног села Вуно. Мајка му је пранећака Спира Колеке, члана Комунистичке партије Албаније. Рама наводи да је породица Колека, која сеже неколико векова уназад, пореклом са севера Мирдите.
Током детињства је почео да слика. Током тинејџерских година, његов таленат су приметила два утицајна албанска сликара тог времена, Еди Хиља и Даниш Јукнију. Они су подстакли Раму да даље развија своје сликарске вештине у професионалном контексту. Похађао је и завршио Уметнички лицеј Јордан Мисја, уметничку школу у Тирани. Као тинејџер, Рама се бавио спортом као професионални кошаркаш за Динамо Тирана. Био је и део кошаркашке репрезентације Албаније. Године 1982. уписао је Академију уметности у Тирани. Након дипломирања, почео је да ради као инструктор на Академији уметности. За то време организовао је неколико отворених студентских састанака, током којих су јавно критиковали комунистичку власт у Албанији. Есеји са тих сусрета сакупљени су у књизи Refleksione (1992), коју је Рама објавио заједно са публицистом Ардијаном Кљосијем.
Непосредно пре пада комунизма у Албанији, неколико пута је покушао да се укључи у текућу борбу за демократију. Покушао је да утиче на студентске протесте и постане део новостворене Демократске партије Албаније, али је убрзо напустио након несугласица око идеолошких питања са Салијем Беришом. Године 1994. преселио се у Француску и покушао да започне каријеру сликара. Заједно са својим бившим учеником Анријем Саљом излагало је своје радове у неколико уметничких галерија.

## Политичка каријера
Залаже се за независност Републике Косово. На међународном плану познат је као неко ко води историјско помирење између Албанаца и Срба, а својом посетом Београду, 2014. године, остварена је прва посета албанског премијера Србији у више од 70 година. У другој посети, током Економског форума у Нишу, Рама је упоредио процес помирења Албанаца и Срба са историјским помирењем између Француза и Немаца после Другог светског рата. Такође је кључни поборник Берлинског процеса, међувладине платформе сарадње између Европске уније и држава западног Балкана.
Током предизборне кампање 2013. изјавио је да му је враћање јавног реда приоритет број један. Полиција Албаније је 2013. године била у могућности да активно покрије само 55% територије. Влада је уложила велика средства у модернизацију, обуку и побољшање финансијских погодности полиције. Полиција је стекла међународно признање када је 2014. године предузела веома успешну операцију на Лазарату, забаченом селу на југу земље, познатом по производњи наркотика.
Био је посвећен реструктурирању правосудног система у Албанији, који је био један од најкорумпиранијих и најнеефикаснијих правосудних система у Европи у то време. Парламент је 2016. године усвојио Закон о проверавању. На основу овог Закона, сваки судија или тужилац који не може да објасни свој извор богатства или раније сумњиве пресуде биће доживотно дисквалификован. У новембру 2016. Европска унија је изјавила да успешна примена Закона о провери остаје једини критеријум који треба испунити пре отварања преговора о приступању.
Друга кључна реформа била је у енергетском сектору, који је остао на ивици банкрота због претходног неуспелог покушаја приватизације. Његова Влада је успешно извршила плаћање милијарди неплаћених рачуна и уложила велика средства у модернизацију застареле електродистрибутивне мреже. Економске политике су такође биле успешне. Незапосленост се константно смањује, захваљујући 183.000 нових радних места отворено у његовом првом мандату. Штавише, са 11,5% (2019) Албанија има 5. најнижу стопу незапослености на Балкану.

## Лични живот
Рама је 27. новембра 2002. званично променио своје име у Еди.
Крштен је и изјашњава се као католик. Што се тиче религиозних уверења у овом тренутку, Рама се сматра агностиком и на ту тему је изјавио: „не практикујем никакву веру осим себи и другим људима, али не верујем да је постојање или непостојање Бога ствар коју смртници могу икада решити.” Навија за фудбалске клубове Партизани и Јувентус. Његов млађи брат Ољси Рама је спортски директор Партизанија.
Године 1986. оженио се глумицом Матиљдом Макочи, а развели су се 1991. Рама има сина из првог брака, Грегора, који је преживео рак. Рамина снаха била је једна од 51 погинулих у земљотресу у Албанији 2019. Године 2010. оженио се економисткињом и активисткињом Линдом Башом. Имају сина, Заха, који је рођен 2014.